# Trust Me, I’m Dr. Ozzy
Trust Me, I’m Dr. Ozzy (полное название — Trust Me, I'm Dr. Ozzy: Advice from Rock's Ultimate Survivor; с англ. — «Верьте мне, я — Доктор Оззи: Советы экстремального выживания от рокера») — книга, написанная Оззи Осборном, певцом и вокалистом группы Black Sabbath. Является продолжением выпущенной в 2010 году автобиографии I Am Ozzy. Книга посвящена его 40-летнему злоупотреблению алкоголем и наркотиками и его борьбе с ними. В книге так же содержатся медицинские советы от Оззи. Книга написана в соавторстве с Крисом Айресом, из-за наличия у Осборна дислексии.

## Отзывы
Книга получила оценку 3.75 из 5 на сайте goodreads.com.